# Nicaragua en los Juegos Olímpicos de Atenas 2004
Nicaragua estuvo representada en los Juegos Olímpicos de Atenas 2004 por cinco deportistas, dos hombres y tres mujeres, que compitieron en tres deportes.
La portadora de la bandera en la ceremonia de apertura fue la tiradora Svitlana Kashchenko. El equipo olímpico nicaragüense no obtuvo ninguna medalla en estos Juegos.